# Warrenville (Illinois)
Warrenville – miasto w Stanach Zjednoczonych, w stanie Illinois, w hrabstwie DuPage.